# Handebol nos Jogos Olímpicos de Verão de 2000
O handebol nos Jogos Olímpicos de Verão de 2000 foi disputado no ginásio The Dome em Sydney, na Austrália.

## Masculino
| Ouro. | Prata. | Bronze. |
| Rússia Andrey Lavrov Dmitriy Filippov Viatcheslav Gorpichin Oleg Khodkov Eduard Koksharov Vassili Koudinov Stanislav Koulintchenko Dmitri Kouzelev Denis Krivoshlykov Igor Lavrov Serguei Pogorelov Pavel Sukossian Dmitri Torgovanov Alexandre Tuchkin Lev Voronin | Suécia Magnus Andersson Ola Lindgren Tomas Svensson Pierre Thorsson Magnus Wislander Martin Boquist Martin Frändesjö Mathias Franzén Peter Gentzel Andreas Larsson Stefan Lövgren Ljubomir Vranjes Staffan Olsson Johan Pettersson Thomas Sivertsson | Espanha Talant Dujshebaev Mateo Garralda Rafael Guijosa Demetrio Lozano Jordi Nuñez Juan Pérez Iñaki Urdangarín Alberto Urdiales David Barrufet Enric Masip Borras Antoni Ugalde Andrei Xepkin Xavier O'Callaghan Iosu Olalla Antoni Ortega |

### Primeira fase

#### Grupo A
| Equipe        | Pts | J | V | E | D | GP  | GC  |
| ------------- | --- | - | - | - | - | --- | --- |
| Rússia        | 8   | 5 | 4 | 0 | 1 | 129 | 121 |
| Alemanha      | 7   | 5 | 3 | 1 | 1 | 128 | 113 |
| Iugoslávia    | 6   | 5 | 3 | 0 | 2 | 130 | 127 |
| Egito         | 6   | 5 | 3 | 0 | 2 | 122 | 115 |
| Coreia do Sul | 3   | 5 | 1 | 1 | 3 | 128 | 131 |
| Cuba          | 0   | 5 | 0 | 0 | 5 | 128 | 158 |

| 16 de setembro |       |               |
| Alemanha       | 30–22 | Cuba          |
| Iugoslávia     | 25–24 | Coreia do Sul |
| Rússia         | 22–21 | Egito         |
| 18 de setembro |       |               |
| Coreia do Sul  | 24–24 | Alemanha      |
| Egito          | 22–25 | Iugoslávia    |
| Cuba           | 26–31 | Rússia        |
| 20 de setembro |       |               |
| Rússia         | 26–24 | Coreia do Sul |
| Egito          | 29–26 | Cuba          |
| Iugoslávia     | 22–28 | Alemanha      |
| 22 de setembro |       |               |
| Coreia do Sul  | 21–28 | Egito         |
| Iugoslávia     | 33–26 | Cuba          |
| Alemanha       | 25–23 | Rússia        |
| 24 de setembro |       |               |
| Cuba           | 28–35 | Coreia do Sul |
| Alemanha       | 21–22 | Egito         |
| Rússia         | 27–25 | Iugoslávia    |

#### Grupo B
| Equipe    | Pts | J | V | E | D | GP  | GC   |
| --------- | --- | - | - | - | - | --- | ---- |
| Suécia    | 10  | 5 | 5 | 0 | 0 | 155 | 121  |
| França    | 7   | 5 | 3 | 1 | 1 | 120 | 104  |
| Espanha   | 6   | 5 | 3 | 0 | 2 | 144 | 126  |
| Eslovênia | 5   | 5 | 2 | 1 | 2 | 137 | 127  |
| Tunísia   | 2   | 5 | 1 | 0 | 4 | 111 | 117  |
| Austrália | 0   | 5 | 0 | 0 | 5 | 106 | 1000 |

| 16 de setembro |       |           |
| França         | 24–24 | Eslovênia |
| Espanha        | 24–22 | Tunísia   |
| Suécia         | 44–23 | Austrália |
| 18 de setembro |       |           |
| Tunísia        | 17–20 | França    |
| Austrália      | 23–39 | Espanha   |
| Eslovênia      | 30–32 | Suécia    |
| 20 de setembro |       |           |
| Suécia         | 27–18 | Tunísia   |
| Austrália      | 20–33 | Eslovênia |
| Espanha        | 23–25 | França    |
| 22 de setembro |       |           |
| Tunísia        | 34–24 | Austrália |
| Espanha        | 31–28 | Eslovênia |
| França         | 23–24 | Suécia    |
| 24 de setembro |       |           |
| Eslovênia      | 22–20 | Tunísia   |
| França         | 28–16 | Austrália |
| Suécia         | 28–27 | Espanha   |

### Classificação 9º-12º lugar

#### 11º-12º lugar
| 26 de setembro |       |           |
| Cuba           | 26–24 | Austrália |

#### 9º-10º lugar
| 26 de setembro |       |         |
| Coreia do Sul  | 24–19 | Tunísia |

### Quartas de final
| 26 de setembro |       |           |
| Rússia         | 33–22 | Eslovênia |
| Espanha        | 27–26 | Alemanha  |
| Iugoslávia     | 26–21 | França    |
| Suécia         | 27–23 | Egito     |

### Classificação 5º-8º lugar
| 29 de setembro |       |        |
| Eslovênia      | 27–29 | França |
| Alemanha       | 24–18 | Egito  |

#### 7º-8º lugar
| 30 de setembro |       |       |
| Eslovênia      | 28–34 | Egito |

#### 5º-6º lugar
| 30 de setembro |       |          |
| França         | 22–25 | Alemanha |

### Semifinal
| 29 de setembro |       |            |
| Rússia         | 29–26 | Iugoslávia |
| Espanha        | 25–32 | Suécia     |

### Disputa pelo bronze
| 30 de setembro |       |         |
| Iugoslávia     | 22–26 | Espanha |

### Final
| 30 de setembro |       |        |
| Rússia         | 28–26 | Suécia |

### Classificação final
| Pos. | País          |
| ---- | ------------- |
|      | Rússia        |
|      | Suécia        |
|      | Espanha       |
| 4    | Iugoslávia    |
| 5    | Alemanha      |
| 6    | França        |
| 7    | Egito         |
| 8    | Eslovênia     |
| 9    | Coreia do Sul |
| 10   | Tunísia       |
| 11   | Cuba          |
| 12   | Austrália     |

## Feminino
| Ouro. | Prata. | Bronze. |
| Dinamarca Lene Rantala Camilla Andersen Tina Böttzau Janne Kolling Tonje Kjærgård Karen Brødsgaard Katrine Fruelund Maja Grønbæk Christina Hansen Anette Hoffmann Lotte Kjærskou Karin Mortensen Anja Nielsen Rikke Petersen Mette Vestergaard | Hungria Andrea Farkas Tamasné Zsembery Ildikó Pádár Anikó Nagy Rita Déli Bojana Radulovics Krisztina Pigniczki Agnes Farkas Anikó Kántor Beáta Siti Beatrix Kökény Katalin Pálinger Dóra Lőwy Anita Kulcsár Beatrix Balogh | Noruega Kristine Duvholt Trine Haltvik Heidi Tjugum Susann Goksør-Bjerkrheim Ann Cathrin Eriksen Kjersti Grini Elisabeth Hilmo Mia Hundvin Tonje Larsen Cecilie Leganger Jeanette Nilsen Marianne Rokne Brigitte Sættem Monica Sandve Else-Marthe Sørlie |

### Primeira fase

#### Grupo A
| Equipe        | Pts | J | V | E | D | GP  | GC  |
| ------------- | --- | - | - | - | - | --- | --- |
| Coreia do Sul | 8   | 4 | 4 | 0 | 0 | 131 | 100 |
| Hungria       | 5   | 4 | 2 | 1 | 1 | 119 | 106 |
| França        | 4   | 4 | 2 | 0 | 2 | 90  | 93  |
| Romênia       | 3   | 4 | 1 | 1 | 2 | 99  | 101 |
| Angola        | 0   | 4 | 0 | 0 | 4 | 98  | 137 |

| 17 de setembro |       |               |
| Hungria        | 42–22 | Angola        |
| Coreia do Sul  | 25–18 | França        |
| 19 de setembro |       |               |
| França         | 22–23 | Hungria       |
| Romênia        | 25–34 | Coreia do Sul |
| 21 de setembro |       |               |
| Angola         | 25–35 | Romênia       |
| Hungria        | 33–41 | Coreia do Sul |
| 23 de setembro |       |               |
| Angola         | 27–29 | França        |
| Romênia        | 21–21 | Hungria       |
| 25 de setembro |       |               |
| Coreia do Sul  | 31–24 | Angola        |
| França         | 21–18 | Romênia       |

#### Grupo B
| Equipe    | Pts | J | V | E | D | GP  | GC  |
| --------- | --- | - | - | - | - | --- | --- |
| Noruega   | 8   | 4 | 4 | 0 | 0 | 101 | 72  |
| Dinamarca | 6   | 4 | 3 | 0 | 1 | 124 | 83  |
| Áustria   | 4   | 4 | 2 | 0 | 2 | 131 | 90  |
| Brasil    | 2   | 4 | 1 | 0 | 3 | 100 | 133 |
| Austrália | 1   | 4 | 0 | 0 | 4 | 59  | 137 |

| 17 de setembro |       |           |
| Dinamarca      | 17–19 | Noruega   |
| Austrália      | 19–32 | Brasil    |
| 19 de setembro |       |           |
| Noruega        | 28–18 | Austrália |
| Áustria        | 26–30 | Dinamarca |
| 21 de setembro |       |           |
| Brasil         | 26–45 | Áustria   |
| Austrália      | 12–38 | Dinamarca |
| 23 de setembro |       |           |
| Brasil         | 16–30 | Noruega   |
| Áustria        | 39–32 | Austrália |
| 25 de setembro |       |           |
| Dinamarca      | 39–26 | Brasil    |
| Noruega        | 24–21 | Áustria   |

#### Classificação 9º-10º lugar
| 28 de setembro |       |           |
| Angola         | 26–18 | Austrália |

### Quartas de final
| 28 de setembro |       |           |
| Coreia do Sul  | 35–24 | Brasil    |
| Áustria        | 27–28 | Hungria   |
| França         | 26–28 | Dinamarca |
| Noruega        | 28–26 | Romênia   |

### Semifinal
| 29 de setembro |       |           |
| Coreia do Sul  | 29–31 | Dinamarca |
| Hungria        | 28–23 | Noruega   |

### Classificação 5º-8º lugar
| 30 de setembro |       |         |
| Brasil         | 23–32 | França  |
| Áustria        | 29–23 | Romênia |

#### 7º-8º lugar
| 1 de outubro |       |         |
| Brasil       | 33–38 | Romênia |

#### 5º-6º lugar
| 1 de outubro |       |         |
| França       | 32–33 | Áustria |

### Disputa pelo bronze
| 1 de outubro  |       |         |
| Coreia do Sul | 21–22 | Noruega |

### Final
| 1 de outubro |       |         |
| Dinamarca    | 31–27 | Hungria |

### Classificação final
| Pos. | País          |
| ---- | ------------- |
|      | Dinamarca     |
|      | Hungria       |
|      | Noruega       |
| 4    | Coreia do Sul |
| 5    | Áustria       |
| 6    | França        |
| 7    | Roménia       |
| 8    | Brasil        |
| 9    | Angola        |
| 10   | Austrália     |